# 28cm Kanone K5 (E)
К5 («Леопольд», или «Стройная Берта» («Schlanke Berta») — 280-мм немецкое тяжёлое железнодорожное орудие, известное у союзников как «Анцио Энни».

## История
Железнодорожные артсистемы имели множество существенных недостатков, основными являлись: низкая мобильность из-за привязанности к железнодорожной колее, лёгкость обнаружения, за чем следует большая уязвимость от диверсий и высокая вероятность захвата в случае повреждения путей или бронепоезда, необходимость тщательной подготовки данных для ведения огня и ограниченный сектор обстрела. Но в то же время железнодорожные орудия, особенно поздних модификаций, обладали рядом немаловажных достоинств: простота перемещения столь крупногабаритных орудий, большой калибр и значительная дальность стрельбы, а также стабильные параметры ведения огня в силу толстого и прочного ствола пушки, и благодаря тому, что основную часть энергии отдачи брал на себя грунт, так как в основном стрельба велась при большом угле возвышения ствола.
В период между 1914—1945 годами в мобильный резерв верховного командования армий большинства европейских стран входили батареи железнодорожной артиллерии.
Разработка 280-мм тяжёлых железнодорожных орудий началась в Германии только с 1936 года. С 1938 года новые железнодорожные артсистемы начали поступать в войска. С 1936 по 1938 год было изготовлено восемь 280-мм артсистем серии «Kurz Bruno» («Короткий Бруно») . Орудия поступили на вооружение 4-х батарей (690-й, 694-й, 695-й и 696-й) по две пушки на батарею. Еще 2 штуки передали в войска в декабре 1940 года, ими перевооружили 721-ю батарею, ранее имевшую одну пушку 24cm Theodor Bruno K (E). Вплоть по апрель 1942 года в войсках числилось 10 таких орудийных установок, однако в мае их количество увеличивается до 13, хотя  графы изготовления или отправки в войска пустые.
Вслед за «Курц Бруно» появились пушки серии «Lange Bruno» («Длинный Бруно»), которые немного превосходили своих предшественников (путём удлинения ствола была увеличена дальность стрельбы на 6 км). Таковых выпустили 3 штуки.
Следующей серией были «Schwere Bruno», масса которых возросла с 45 до 118 т, а размещались артсистемы на специально разработанных платформах «Фогель». Два орудия этой серии поступили на вооружение 689-й  железнодорожной батареи. Дальность стрельбы железнодорожных орудий серии «Бруно» к этому времени достигала 37 км. Первое орудие этой серии нового образца получило название «Neue Bruno» — «Новый Бруно» (хотя это орудие по сути являлось увеличенным вариантом 240-мм пушки «Бруно» времен Первой мировой войны). В январе — марте 1941 года выпустили 3 пушки. В это же время верховное командование сухопутных войск приняло решение об увеличении размеров, массы и максимальной дальности артиллерийских систем. 
К 1940 году на вооружение поступила новая 280-мм артсистема, которая стала лучшим орудием серии 280-мм и лучшей железнодорожной пушкой Второй мировой войны. Орудие К5 (Е) получило название «Schlanke Bertha» («Стройная Берта»). Для абсолютно новой артсистемы также был разработан новый 6-осный железнодорожный транспортёр, а дальнобойность стала достигать 62 км. Орудия серии К5 (Е) широко использовались при осаде Ленинграда в 1942—1943 гг., пушки действовали в составе 712-й и 713-й Е-батарей.
Всего было произведено 39 280-мм железнодорожных установок всех типов.
С конца 1943 года немцами было потеряно господство в воздухе, что приводило к постоянному разрушению железнодорожной сети, и вермахтом было принято решение использовать орудия в качестве полевых. По проекту К5 (Е) предполагалось разбирать на три части — ствол, лафет, основание, после чего каждую часть перевозить тягачами в виде танков «Тигр» (каждая отдельная секция весила 130 т). Орудия серии К5 (Е) получали возможность действовать без привязи к железнодорожной сети, но этот план не удалось воплотить в жизнь, хотя сама его разработка ознаменовала конец железнодорожной артиллерии.
При этом артсистемы серии «Бруно» продолжали нести свою военную службу и принимали участие в боях вплоть до 1945 года на западном и восточном фронтах. Одна из железнодорожных пушек этой серии, с собственным именем «Леопольд» (для союзников известная как «Анцио Энни» или «Анцио Экспресс»), доставила немало хлопот для американо-британского десанта в Италии в 1944 г.. Итог деятельности 280-мм германских железнодорожных артсистем был весьма эффективен.
После отступления германских войск на север Италии, две выведенные из строя пушки К5 (Е) были захвачены американцами. По некоторым данным, одно из этих орудий было восстановлено и испытано. Послевоенная судьба железнодорожных артсистем весьма туманна. Некоторые по сегодняшний день являются частью экспозиций исторических музеев, например Абердинский музей США и на мемориальной площадке, находящейся на южном побережье Франции.

## Производство[3]
До 1 сентября 1939 года было выпущено 6 орудий, из которых в войсках находилось только 3, остальные находились на заводе. Все они были введены в строй в 1940 году. 
|       | 1     | 2     | 3     | 4     | 5     | 6     | 7     | 8     | 9     | 10    | 11    | 12    | Всего |
| ----- | ----- | ----- | ----- | ----- | ----- | ----- | ----- | ----- | ----- | ----- | ----- | ----- | ----- |
| 1939  |       |       |       |       |       |       |       |       | 1     |       |       | 1     | 2     |
| 1940  |       |       |       |       |       |       | 1     |       |       |       |       | 1     | 2     |
| 1941  |       |       | 1     | 1     |       |       | 1     | 1     |       | 1     | 2     |       | 7     |
| 1942  |       | 1     |       |       |       | 1     |       |       |       |       |       |       | 2     |
| 1943  |       |       |       |       |       | 1     |       |       | 1     |       |       |       | 2     |
| Всего | Всего | Всего | Всего | Всего | Всего | Всего | Всего | Всего | Всего | Всего | Всего | Всего | 15    |

На 1 апреля 1940 года в войсках числилось 4 орудия, на 1 октября 1940 — 7, на 1 января 1941 — 8, а на 1 июля — 10. На 1 апреля 1942 года числилось 16 пушек, на 1 июня 1942 — 18, а на 1 января 1943 — 19. Ни одного орудия за это время потеряно не было.

## Боевое применение
|                         | №№ батарей         | К-во пушек | Подчинение              |
| ----------------------- | ------------------ | ---------- | ----------------------- |
| 28cm Lange Bruno K(E)   | 688                | 3          | 11-я Армия Гр Арм Юг    |
| 28cm Kurz Bruno K(E)    | 690, 696           | 4          | 18-я Армия Гр Арм Север |
| 28cm Kurz Bruno K(E)    | 694, 695           | 4          | 7-я Армия Гр Арм Д      |
| 28cm Kurz Bruno K(E)    | 721                | 2          | 15-я Армия Гр Арм Д     |
| 28cm Schwere Bruno K(E) | 689                | 2          | 15-я Армия Гр Арм Д     |
| 28cm Neue Bruno К (E)   | 1./725             | 2          | 17-я Армия Гр Арм Юг    |
| 28cm К5 (E)             | 710, 712, 713, 765 | 8          | 4-я Армия Гр Арм Центр  |
| 28cm К5 (E)             | 2./725             | 2          | 17-я Армия Гр Арм Юг    |

## Описание

### Конструкция
Последовательная модификация с 1936 года железнодорожной артсистемы Первой мировой войны «Бруно» не приводила к резким изменениям: удлинение ствола увеличивало дальнобойность, но не на много, также не сильно увеличивалась скорострельность, количество выстрелов в час и начальная скорость снаряда. Новаторское изменение появилось только между сериями «Швере Бруно» и «Нойе Бруно» — это появление поворотной платформы «Vögele». Хотя нововведение значительно увеличило общий вес артсистемы, но её разработка значительно повысила потенциал железнодорожного орудия. Также увеличение веса повлияло на создание новых усиленных 6-осных железнодорожных платформ (до этого для всех 280-мм орудий использовались 4- и 5-осные платформы). С появлением «Нойе Бруно» резко увеличилась начальная скорость снаряда с 875 м/c до 1120 м/с.
Появившаяся К5 стала удачным завершением серии 280-мм орудий «Бруно» с хорошо продуманной системой заряжания (что увеличило количество выстрелов в час до 15) и удлиненным стволом, позволявшим вести точный обстрел на дистанциях свыше 60 км. Стрельба велась 283-мм снарядами весом примерно 120 кг каждый. Ударная волна от выстрела орудия сотрясала стёкла в радиусе 1,5 км. Ускоренная система спуска и подъёма орудия позволяла орудию довольно быстро покидать место дислокации и прятаться в железнодорожных туннелях, что обеспечивало дополнительную безопасность.
| Модификации 280-мм железнодорожных орудий |              |               |                 |                           |                                 |                                     |                                 |                            |
| Серия                                     | Число орудий | Вес орудия, т | Длина ствола, м | Общая длина артсистемы, м | Максимальный угол возвышения, ° | Максимальная дальность стрельбы, км | Начальная скорость снаряда, м/с | Количество выстрелов в час |
| «Курц Бруно» («Короткий Бруно»)           | 10           | 45,5          | 11,2            | 22,8                      | 45                              | 29,5                                | 820                             | 8—10                       |
| «Ланге Бруно»                             | 3            | 50            | 11,8            | 22,8                      | 45                              | 36,1                                | 860                             | 8—10                       |
| «Швере Бруно»                             | 2            | 118           | 11,93           | 22,8                      | 45                              | 37,8                                | 875                             | 8—10                       |
| «Нойе Бруно» («Новый Бруно»)              | 3            | 123           | 20,5            | 30                        | 45                              | 46,6                                | 1120                            | 8—10                       |
| К5 (Е) «Шланке Берта»                     | 18           | 218           | 21,54           | 32                        | 50                              | 59—62 (86,6)                        | 1130 (1524)                     | 8—15                       |

| Баллистические данные железнодорожного орудия К5 (Е) и его снарядов |                 |                        |                         |
| Снаряд                                                              | Вес снаряда, кг | Дальность стрельбы, км | Начальная скорость, м/с |
| фугасный снаряд (Schwere 28-cm granate 35)                          | 255             | 62,5                   | 1130                    |
| активно-реактивный фугасный снаряд (Raketen-granate 4341)           | 248             | 86,6                   | 1524                    |

### Транспортировка и обслуживание
Мощная артсистема требовала соответствующего обслуживания. Помимо платформы, которая несла орудие К5, в состав платформ обеспечения артиллерийского орудия входили вагоны с боеприпасами, жилые вагоны, вагоны со снаряжением, различные вспомогательные инженерные платформы и локомотивы. Батарея артсистем К5 (Е) в составе одной или двух штук перевозилась двумя отдельными составами.
Первый «орудийный» состав включал:
- локомотив;
- само орудие;
- вентилируемый вагон с боеприпасами;
- маневровый тепловоз Orenstein & Koppel модели С14 массой 40 т и максимальной скоростью 60 км/ч (для подачи боеприпасов на огневую позицию, подвоза крана и пушки в случае использования поворотной платформы «Vögele»);
- два вагона с зарядами (по 113 снарядов массой 255 кг в каждом);
- вагон с инструментами и расходными материалами;
- броневагон самообороны;
- вагон-кухню;
- вагон с балластом (контрольный);
- три автомобиля для ведения разведки и рекогносцировки местности.

В ходе войны, когда немецкая авиация утратила преимущество в воздухе, к составу были добавлены платформы с зенитными орудиями, чтобы защищать пушку в случае воздушной атаки.
Второй состав состоял из локомотива, двух вагонов для секций поворотной платформы «Vögele» диаметром 29,46 м. Сама платформа собиралась из одной центральной и 16 секторных секций. Далее шли три вагона с боеприпасами к пушке, вагон с инструментами и зенитная платформа. Также могли присоединяться платформы с автомобилями, приписанными к батарее. Вблизи от места обстрела находился артиллерийский корректировщик, который передавал по радио данные для наводки, что повышало точность попадания.